# こたつむすめでテケテケテ
「こたつむすめでテケテケテ」とは、1988年12月からNHKの『みんなのうた』で放送された曲。作詞・歌：野沢直子、作曲・編曲：川原久。

## 概要
タレントの野沢直子唯一の『みんなのうた』出演作。女の子の腹にこたつがくっついてしまった様子の歌。2番では好きなクラスメイトのひろし君が一緒にこたつに入ることで温度が上がってしまう。
野沢本人はシャイな性格であり顔がすぐ赤くなってしまうことから体の一部がこたつや湯たんぽになったら熱くなって大変だろうなという発想から生まれた曲である 。
映像は森まさあき製作のアニメ。CDでは2番の最後の歌詞と間奏の位置が違う。
1989年2月1日にビクターエンタテインメントより本曲のシングルが発売され、その1か月後には野沢のオリジナルアルバム「ふかづめ」にも収録された。2017年現在、この2枚は廃盤となっているが2011年に発売された番組関連のCDである「NHKみんなのうた 50 アニバーサリー・ベスト 〜おしりかじり虫〜 」で聴くことができる。また映像は2011年にNHKエンタープライズより発売されたDVD「NHK みんなのうた　第10集」に収録されている。